# Ricardo Esqueda
Luis Ricardo Esqueda Ornelas (ur. 25 lutego 1981 w Aguascalientes) – meksykański piłkarz występujący na pozycji lewego pomocnika.

## Kariera klubowa
Esqueda pochodzi z miasta Aguascalientes i jest wychowankiem tamtejszego drugoligowego klubu Gallos de Aguascalientes, w którym jako dziewiętnastolatek rozpoczynał swoją karierę piłkarską. W jesiennym sezonie Invierno 2000 wygrał z nim rozgrywki Primera División A, jednak wobec porażki w decydującym o awansie dwumeczu z La Piedad na koniec rozgrywek 2000/2001 nie zaowocowało to awansem do najwyższej klasy rozgrywkowej. Po roku spędzonym w Gallos za sprawą udanych występach przeniósł się do pierwszoligowego CF Pachuca, w którego barwach za kadencji szkoleniowca Alfredo Teny zadebiutował w meksykańskiej Primera División, 14 października 2001 w zremisowanym 3:3 spotkaniu z Monterrey. Już w swoim debiutanckim sezonie Invierno 2001 zdobył ze swoją drużyną tytuł mistrza Meksyku, zaś w 2002 roku triumfował w najbardziej prestiżowych rozgrywkach północnoamerykańskiego kontynentu – Pucharze Mistrzów CONCACAF. W jesiennym sezonie Apertura 2003 wywalczył swoje drugie mistrzostwo Meksyku, jednak przez cały pobyt w Pachuce pełnił wyłącznie rolę głębokiego rezerwowego.
Latem 2004 Esqueda został przeniesiony do drugoligowej filii Pachuki – zespołu Pachuca Juniors, w którym spędził rok jako podstawowy zawodnik. Bezpośrednio po tym został zawodnikiem nowo założonej drugoligowej ekipy Indios de Ciudad Juárez, która powstała na licencji jego dotychczasowego klubu. Tam również od razu wywalczył sobie pewne miejsce w wyjściowym składzie, w wiosennym sezonie Clausura 2006 docierając do finału Primera División A. W listopadzie 2006, wraz z kilkoma kolegami z zespołu, został przeniesiony na kilkanaście dni do pierwszej drużyny Pachuki (Indios pełnili wówczas rolę filii tego klubu). W sezonie Apertura 2007 triumfował z Indios w rozgrywkach drugoligowych, dzięki czemu na koniec rozgrywek 2007/2008 wywalczył historyczny awans do najwyższej klasy rozgrywkowej. Tam wciąż pełnił rolę podstawowego pomocnika zespołu, premierowego gole w pierwszej lidze zdobywając 11 października 2008 w zremisowanej 3:3 konfrontacji z Atlante, kiedy to dwukrotnie wpisał się na listę strzelców. Po upływie dwóch lat, na koniec rozgrywek 2009/2010, spadł jednak z Indios do drugiej ligi.
W lipcu 2010 – bezpośrednio po relegacji Indios – Esqueda został wypożyczony do drużyny Jaguares de Chiapas z siedzibą w Tuxtla Gutiérrez, pozostając tym samym w pierwszej lidze. Tam był jednym z ważniejszych graczy ekipy, a wskutek dobrych występów już po roku dołączył do drużyny na zasadzie transferu definitywnego. Ogółem w barwach Jaguares występował jako podstawowy pomocnik przez trzy lata, nie odnosząc jednak żadnych sukcesów, po czym przeszedł do klubu Querétaro FC, któremu władze Jaguares sprzedały swoją licencję. W tej drużynie grał z kolei przez rok, głównie w roli rezerwowego, po czym udał się na wypożyczenie do Puebla FC, gdzie szybko został podstawowym graczem linii pomocy. W sezonie Apertura 2014 dotarł z Pueblą do finału krajowego pucharu – Copa MX, po czym stracił jednak miejsce w składzie i w sezonie Clausura 2015 – już jako rezerwowy – zdobył z tą ekipą puchar Meksyku.
Po powrocie do Querétaro, w lutym 2016, Esqueda podczas jednego z ligowych spotkań zerwał więzadła krzyżowe w prawym kolanie, przez co musiał pauzować przez pół roku. Po rekonwalescencji nie zdołał już powrócić do regularnej gry i choć w sezonie Apertura 2016 wywalczył drugi w karierze puchar Meksyku, to sam zanotował zaledwie jeden ligowy występ.

## Statystyki kariery
| Indios Chihuahua (rez.) | 2008–2009        | Meksyk           | Ascenso MX       | 4    | 1   | —  | — | —        | —  | — | 4    | 1   |
| Ogółem (rezerwy)        | Ogółem (rezerwy) | Ogółem (rezerwy) | Ogółem (rezerwy) | 4    | 1   | —  | — | —        | —  | — | 4    | 1   |
| Aguascalientes          | 2000–2001        | Meksyk           | Ascenso MX       | —    | —   | —  | — | —        | —  | — | —    | —   |
| Pachuca                 | 2001–2002        | Meksyk           | Liga MX          | 5    | 0   | —  | — | LMC      | 3  | 1 | 8    | 1   |
| Pachuca                 | 2002–2003        | Meksyk           | Liga MX          | 5    | 0   | —  | — | —        | —  | — | 5    | 0   |
| Pachuca                 | 2003–2004        | Meksyk           | Liga MX          | 6    | 0   | —  | — | LMC      | 2  | 0 | 8    | 0   |
| Pachuca Jrs             | 2004–2005        | Meksyk           | Ascenso MX       | 36   | 2   | —  | — | —        | —  | — | 36   | 2   |
| Indios                  | 2005–2006        | Meksyk           | Ascenso MX       | 33   | 5   | —  | — | —        | —  | — | 33   | 5   |
| Indios                  | 2006–2007        | Meksyk           | Ascenso MX       | 34   | 5   | —  | — | —        | —  | — | 34   | 5   |
| Pachuca                 | 2006–2007        | Meksyk           | Liga MX          | 1    | 0   | —  | — | —        | —  | — | 1    | 0   |
| Indios                  | 2007–2008        | Meksyk           | Ascenso MX       | 27   | 0   | —  | — | —        | —  | — | 27   | 0   |
| Indios                  | 2008–2009        | Meksyk           | Liga MX          | 24   | 5   | —  | — | —        | —  | — | 24   | 5   |
| Indios                  | 2009–2010        | Meksyk           | Liga MX          | 25   | 0   | —  | — | —        | —  | — | 25   | 0   |
| Chiapas                 | 2010–2011        | Meksyk           | Liga MX          | 19   | 0   | —  | — | CL       | 10 | 1 | 29   | 1   |
| Chiapas                 | 2011–2012        | Meksyk           | Liga MX          | 23   | 2   | —  | — | —        | —  | — | 23   | 2   |
| Chiapas                 | 2012–2013        | Meksyk           | Liga MX          | 34   | 2   | 2  | 0 | —        | —  | — | 36   | 2   |
| Querétaro               | 2013–2014        | Meksyk           | Liga MX          | 14   | 0   | 5  | 0 | —        | —  | — | 19   | 0   |
| Puebla                  | 2014–2015        | Meksyk           | Liga MX          | 20   | 0   | 7  | 0 | —        | —  | — | 27   | 0   |
| Querétaro               | 2015–2016        | Meksyk           | Liga MX          | 3    | 1   | —  | — | —        | —  | — | 3    | 1   |
| Querétaro               | 2016–2017        | Meksyk           | Liga MX          | 0    | 0   | —  | — | —        | —  | — | 0    | 0   |
| Ogółem                  | Ogółem           | Ogółem           | Ogółem           | 310< | 24< | 14 | 0 | LMC + CL | 15 | 2 | 339< | 26< |

- LMC – Liga Mistrzów CONCACAF
- CL – Copa Libertadores